# サム・クローニン
サム・クローニン（Sam Cronin 、1986年12月12日 - ）は、アメリカ合衆国・アトランタ出身の元プロサッカー選手。元サッカーアメリカ合衆国代表。現役時代のポジションはMF。

## 経歴

### クラブ
2009年のMLSスーパードラフトで、トロントFCの1位指名を受け入団。2009年シーズン開幕戦のカンザスシティ・ウィザーズ戦でプロデビューを飾った。6月13日のニューヨーク・レッドブルズ戦でプロ初ゴールをマーク。
2010年6月、金銭トレードでサンノゼ・アースクエイクスに移籍。
2015年1月、金銭トレードでコロラド・ラピッズに移籍。
2017年3月、ミネソタ・ユナイテッドFCに加入。

### 代表
2009 CONCACAFゴールドカップのハイチ戦で代表戦初出場。

## 所属クラブ
ユース
- ウェイクフォレスト大学 2005-2008

プロ
- カロライナ・ダイナモ 2005-2008
- トロントFC 2009-2010
- サンノゼ・アースクエイクス 2010-2014
- コロラド・ラピッズ 2015-2017
- ミネソタ・ユナイテッドFC 2017-2018

## タイトル
ウェイクフォレスト大学
- NCAA男子ディビジョンIサッカーチャンピオンシップ: 2007

トロントFC
- カナディアン・チャンピオンシップ: 2009, 2010

サンノゼ・アースクエイクス
- サポーターズシールド: 2012